# South Dakota Legislature

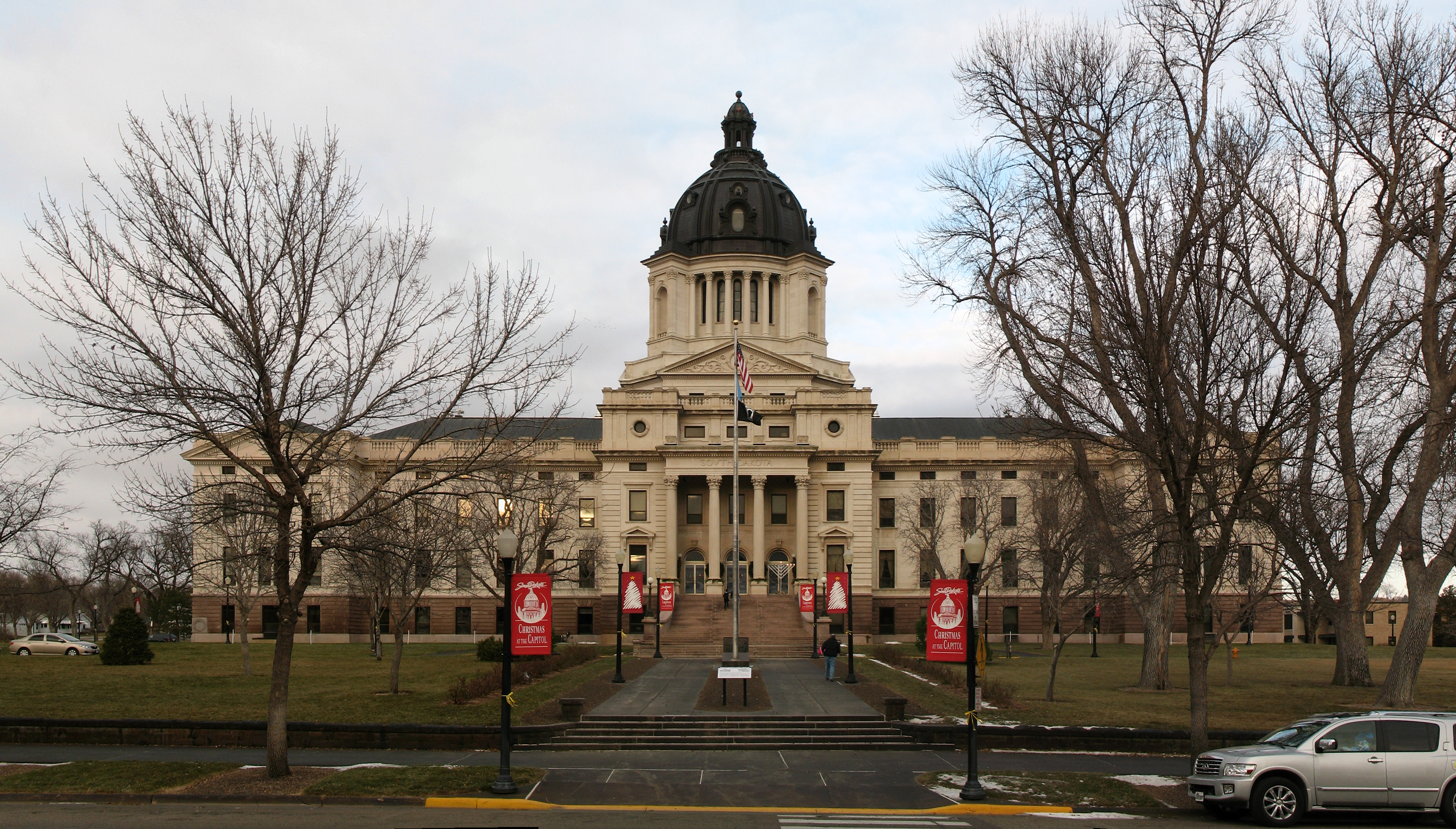
Tagungsort der South Dakota State Legislature: das State Capitol in Pierre

Die South Dakota State Legislature (dt. Staatslegislative von South Dakota) ist das Parlament des US-Bundesstaates South Dakota. Das Parlament ist ein Zweikammerparlament, bestehend aus einem Repräsentantenhaus mit 70 Abgeordneten und einem Senat mit 35 Senatoren, welche nach Mehrheitswahlrecht gewählt werden. South Dakota teilt sich in 35 etwa gleich große Wahlbezirke, in denen jeweils ein Senator und zwei Repräsentanten gewählt werden.
Beide Kammern ähneln sich in den meisten Punkten; allerdings hat einzig der Senat das Recht, Ernennungen des Gouverneurs zu bestätigen. Weiterhin hat das Repräsentantenhaus ein elektronisches Abstimmungssystem, während der Senat namentliche Abstimmung hat.
Die Legislative tagt im Kapitol in Pierre. Sie beginnt ihre jährliche Sitzung im zweiten Dienstag eines jeden Jahres. Die Sitzungen dauern in ungeraden Jahren 40 Arbeitstage, in geraden 35. Die Legislative wählt aus ihrer Mitte ein Direktorium, das administrative Angelegenheiten wahrnimmt, wenn die Legislative nicht tagt.

## Wahl
Mitglieder beider Kammern der Staatslegislative werden im November eines geraden Jahres zeitgleich mit den Bundeswahlen für zwei Jahre gewählt. Seit 1992 dürfen die Gesetzgeber nicht mehr als vier aufeinanderfolgenden Amtszeiten Mitglied derselben Kammer sein.
Die Gesetzgeber werden in 35 Wahlbezirken gewählt; jeder Bezirk entsendet einen Senator und zwei Repräsentanten. In 33 Bezirken werden die Gesetzgeber im gesamten Wahlbezirk per Mehrheitswahl gewählt. Lediglich Bezirk 26 und 28 teilen sich in zwei Repräsentantenhaus-Bezirke, die jeweils einen Repräsentanten wählen, damit die Indianer angemessener im Parlament vertreten sind.
Die Grenzen der Wahlbezirke werden alle 10 Jahre – zuletzt 2001 – nach der Volkszählung gezogen. Jeder Bezirk umfasst etwa 21.500 Einwohner. Als Ergebnis eines Gerichtsverfahrens 2005 müssen die Wahlbezirke im Südwesten South Dakotas verändert werden. Bezirk 26 wurde – ähnlich Bezirk 28 – in zwei Repräsentantenhaus-Bezirke eingeteilt.

Die 35 Wahlbezirke South Dakotas

## Senat
Der Senat von South Dakota ist das Oberhaus der Staatslegislative. Er hat 35 Mitglieder, je einen pro Wahlbezirk. Der Präsident des Senates ist der Vizegouverneur (Lieutenant Governor), derzeit der Republikaner Matt Michels. Der Vizegouverneur ist jedoch selbst nicht Mitglied des Senats und stimmt nur bei Stimmengleichheit mit ab.
Der Senat wählt eines seiner Mitglieder zum Präsidenten pro tempore, der dem Senat im Falle der Abwesenheit des Vizegouverneurs vorsteht. Derzeitiger Präsident pro tempore ist der Republikaner Bob Gray.
Nach der Wahl 2010 hat der Senat 30 republikanische und fünf demokratische Mitglieder. Jede Partei wählt einen Fraktionsvorsitzenden, derzeit ist dies bei den Republikanern Russell Olson (Mehrheitsführer) und bei den Demokraten Jason Frerichs (Minderheitsführer).

## Repräsentantenhaus
Das Repräsentantenhaus von South Dakota ist das Unterhaus der Staatslegislative. Es hat 70 Mitglieder, zwei pro Wahlbezirk. Der Vorsitzende des Hauses ist der Sprecher, welcher von den Mitgliedern gewählt wird. Derzeit ist dies Val Rausch, ein Republikaner. Darüber hinaus wählt das Haus auch einen Sprecher pro tempore, der den Sprecher vertritt. Derzeit ist dies Brian Gosch, ebenfalls ein Republikaner.
Derzeit hat das Haus 50 republikanische und 19 demokratische Sitze; hinzu kommt die unabhängige Abgeordnete Jenna Haggar. Jede Fraktion wählt einen Fraktionsvorsitzenden. Derzeit sind dies bei den Republikanern David Lust (Mehrheitsführer) und bei den Demokraten Bernie Hunhoff (Minderheitsführer).